# Countdown Copenhagen
Countdown Copenhagen (Originaltitel: Gidseltagningen) ist eine dänische Fernsehserie, die von 2017 bis 2019 von SAM Productions in Koproduktion mit ZDFneo für den Fernsehsender Kanal 5 Dänemark produziert wurde.
Die erste Staffel handelt von einer Geiselnahme in einer U-Bahn in Kopenhagen. In den acht Folgen werden die Ereignisse geschildert, die in den acht Tagen dieser Entführung stattfinden. Dabei wird die Vermittlung der Journalistin Naja Toft zwischen den Geiselnehmern und der Spezialeinheit der Polizei, geleitet von Philip Nørgaard, dargestellt. Die erste Staffel wurde in Dänemark vom 2. April 2017 bis zum 14. Mai 2017 auf dem Fernsehsender Kanal 5 Dänemark ausgestrahlt. In Deutschland wurde sie ab dem 6. Oktober 2017 beim Sender ZDFneo ausgestrahlt. Alle Folgen der ersten Staffel waren bereits am 6. Oktober 2017 in der ZDF-Mediathek verfügbar. DVD und Blu-ray sind seit dem 19. Oktober 2017 erhältlich.
Ab dem 25. März 2019 wurde eine zweite Staffel (Gidseltagningen II) auf Kanal 5 ausgestrahlt, die von einem Terroranschlag auf eine Fähre zwischen Dänemark und Schweden handelt.

## Handlung
An einem vermeintlich normalen Tag werden in der Kopenhagener Innenstadt die 15 Fahrgäste einer U-Bahn von drei maskierten Männern entführt. Sie werden in einer im Bau befindlichen U-Bahn-Station weggesperrt. Vier Millionen Euro Lösegeld fordern die Geiselnehmer von der dänischen Regierung, die jedoch nicht bereit ist, dieses Lösegeld zu bezahlen. 
Eine Terror-Task-Force, geleitet vom Afghanistankriegsveteranen Philip Nørgaard, übernimmt den Einsatz und Polizeipsychologin Louise Falck, die eine Affäre mit Philip hat, fungiert als Verhandlungsführerin. Allerdings nehmen die Geiselnehmer bevorzugt Kontakt mit der Journalistin Naja Toft auf, wodurch die Geiselnahme öffentlich gemacht wird.
Da die Regierung das Lösegeld voraussichtlich nicht bezahlen wird, startet Naja Toft einen Spendenaufruf, um das Lösegeld privat zu beschaffen.

## Besetzung und Synchronisation
Die deutsche Synchronisation entstand unter der Dialogregie von Michael Bartel und dem Dialogbuch von Sven Hasper durch die Synchronfirma Interopa Film GmbH in Berlin.

### Hauptbesetzung
| Rolle            | Schauspieler            | Episoden  | Synchronsprecher   | Rollenbeschreibung |
| Ermittler        | Ermittler               | Ermittler | Ermittler          | Ermittler |
| ---------------- | ----------------------- | --------- | ------------------ | --- |
| Philip Nørgaard  | Johannes Lassen         | 1–8       | Sven Hasper        | Oberbefehlshaber der Terror-Task-Force; ehemaliger dänischer Soldat der Gruppe B8                                                |
| Naja Toft        | Paprika Steen           | 1–8       | Christin Marquitan | Journalistin |
| Louise Falck     | Sara Hjort Ditlevsen    | 1–8       | Esra Vural         | Unterhändlerin |
| S.P.             | Alexandre Willaume      | 1–8       | Sven Gerhardt      | Leiter der Ermittlungen |
| Simon Clausen    | Peder Thomas Pedersen   | 1–8       | Peter Lontzek      | Leiter der Ermittlungen |
| Daniel Cramer    | Kenneth M. Christensen  | 1–4, 6–8  | Peter Sura         | Leiter des SEK-Teams |
| Hans Hejndorf    | Flemming Enevold        | 1–3, 5–8  | Stefan Gossler     | Leiter des dänischen Verfassungsschutzes                                                                                         |
| Esben Garnov     | Esben Dalgaard Andersen | 1–4, 6–8  | Steven Merting     | Unterhändler |
| Geisel           |                         |           |                    | |
| Marie Bendix     | Alba August             | 1–8       | Victoria Frenz     | Krankenschwester in der Ausbildung                                                                                               |
| Denise Hansen    | Sus Wilkins             | 1–8       | Mia Diekow         | Junge Mutter |
| Joachim          | Michael Asmussen        | 1–8       | Florian Halm       | Wohlhabender Vater |
| Leon             | Tommy Kenter            | 1–8       | Axel Lutter        | Frührentner; erkrankt an Diabetes                                                                                                |
| Ricco            | Anders Nyborg           | 1–8       | Rainer Doering     | Freund von Leon |
| Bodil Petersen † | Lane Lind               | 1–5       | Sabine Walkenbach  | Lehrerin in Rente; wird von den Kidnappern erschossen Tod in Folge 5                                                             |
| Silas Jensen     | Allan Hyde              | 1–4, 8    | Leonhard Mahlich   | Discjockey; wird in Folge 3 angeschossen                                                                                         |
| Adel Rasul †     | Dar Salim               | 1–2       | Michael Deffert    | Karatelehrer; wird von den Kidnappern erschossen Tod in Folge 2                                                                  |
| Kidnapper        |                         |           |                    | |
| Alpha / Mark †   | Jakob Oftebro           | 1–8       | Jaron Löwenberg    | Anführer der Kidnapper; ehemaliger dänischer Soldat (Obergefreiter) der Gruppe K7; begeht Selbstmord (Kopfschuss) Tod in Folge 8 |
| Charlie †        | Muhamed Hadzovic        | 1–7       | Simon Derksen      | Kidnapper; wird bei einer Rettungsaktion von der Polizei erschossen Tod in Folge 7                                               |
| Bravo †          | Adnan Haskovic          | 1–7       | Sven Fechner       | Kidnapper; wird bei einer Rettungsaktion von der Polizei erschossen Tod in Folge 7                                               |

### Nebenbesetzung
| Rolle            | Schauspieler        | Episoden | Synchronsprecher  | Rollenbeschreibung |
| ---------------- | ------------------- | -------- | ----------------- | --- |
| Henning Nørgaard | Henning Jensen      | 1–2, 7–8 | Uli Krohm         | Philips Vater; ehemaliger Oberbefehlshaber der Streitkräfte                                                                   |
| Anne Gornstein   | Cecilie Stenspil    | 1–3, 6   | Antje von der Ahe | Polizeichefin |
| Ebbe Møller      | Kasper Leisner      | 1–3, 6   | Thomas Nero Wolff | Justizministerium |
| Ahmad Mahmoud †  | Hadi Ka-Koush       | 1–3, 8   | Samir Fuchs       | Bewacher von Philip in Geiselhaft; wurde später bei Drohnenangriff getötet taucht nur in Rückblenden auf                      |
| Karin Hallberg   | Susanne Storm       | 1, 8     | Ilka Teichmüller  | Producerin der Nachrichtensendung von Naja                                                                                    |
| Palle Wulff      | Henrik Prip         | 2, 6–8   | Erich Räuker      | Oberbefehlshaber der Streitkräfte                                                                                             |
| Aksel Bendix     | Jesper Hyldegaard   | 2–4, 8   | Frank Ciazynski   | Vater von Marie |
| Jonas / Ben      | Jakob Ulrik Lohmann | 4–6      | Bernd Vollbrecht  | Bruder von Jim; Komplize der Kidnapper; hat Affäre mit Naja; behauptet, Leons Sohn zu sein; wird von der Polizei festgenommen |
| Sammy            | Jens Sætter-Lassen  | 6, 8     | Jannik Endemann   | ehemaliger Zugführer der Gruppe K7                                                                                            |
| Jim †            | Jesper Zuschlag     | 7–8      | Armin Schlagwein  | Bruder von Ben; ehemaliger dänischer Soldat der Gruppe K7; begeht Selbstmord (Erhängen) Tod in Folge 8                        |

## Episodenliste

### Staffel 1
| Nr. (ges.) | Nr. (St.) | Deutscher Titel | Originaltitel | Erstausstrahlung DK | Deutschsprachige Erstausstrahlung (D) | Regie                     | Drehbuch                                                      |
| ---------- | --------- | --------------- | ------------- | ------------------- | ------------------------------------- | ------------------------- | ------------------------------------------------------------- |
| 1          | 1         | Tag 1           | Afsnit 1      | 2. Apr. 2017        | 6. Okt. 2017                          | Kasper Barfoed            | Per Daumiller, Michael W. Horsten, Kasper Barfoed, Astrid Øye |
| 2          | 2         | Tag 2           | Afsnit 2      | 2. Apr. 2017        | 7. Okt. 2017                          | Kasper Barfoed            | Per Daumiller, Michael W. Horsten, Kasper Barfoed, Astrid Øye |
| 3          | 3         | Tag 3           | Afsnit 3      | 9. Apr. 2017        | 8. Okt. 2017                          | Christian E. Christiansen | Lars K. Andersen                                              |
| 4          | 4         | Tag 4           | Afsnit 4      | 16. Apr. 2017       | 9. Okt. 2017                          | Christian E. Christiansen | Per Daumiller                                                 |
| 5          | 5         | Tag 5           | Afsnit 5      | 23. Apr. 2017       | 10. Okt. 2017                         | Christian E. Christiansen | Michael W. Horsten                                            |
| 6          | 6         | Tag 6           | Afsnit 6      | 30. Apr. 2017       | 11. Okt. 2017                         | Roni Ezra                 | Per Daumiller                                                 |
| 7          | 7         | Tag 7           | Afsnit 7      | 7. Mai 2017         | 12. Okt. 2017                         | Roni Ezra                 | Michael W. Horsten                                            |
| 8          | 8         | Tag 8           | Afsnit 8      | 14. Mai 2017        | 13. Okt. 2017                         | Roni Ezra                 | Per Daumiller                                                 |

### Staffel 2
| Nr. (ges.) | Nr. (St.) | Deutscher Titel | Originaltitel | Erstausstrahlung DK | Deutschsprachige Erstausstrahlung (D) | Regie                     | Drehbuch                           |
| ---------- | --------- | --------------- | ------------- | ------------------- | ------------------------------------- | ------------------------- | ---------------------------------- |
| 9          | 1         | Folge 1         | Episode 1     | 25. März 2019       | 4. Okt. 2019                          | Christian E. Christiansen | Jesper Brent                       |
| 10         | 2         | Folge 2         | Episode 2     | 1. Apr. 2019        | 4. Okt. 2019                          | Christian E. Christiansen | Lasse Kyed Rasmussen               |
| 11         | 3         | Folge 3         | Episode 3     | 8. Apr. 2019        | 4. Okt. 2019                          | Christian E. Christiansen | Eske Troelstrup                    |
| 12         | 4         | Folge 4         | Episode 4     | 15. Apr. 2019       | 4. Okt. 2019                          | Christian E. Christiansen | Jesper Brent                       |
| 13         | 5         | Folge 5         | Episode 5     | 22. Apr. 2019       | 5. Okt. 2019                          | Mogens Hagedorn           | Jesper Brent, Lasse Kyed Rasmussen |
| 14         | 6         | Folge 6         | Episode 6     | 29. Apr. 2019       | 5. Okt. 2019                          | Mogens Hagedorn           | Lasse Kyed Rasmussen               |
| 15         | 7         | Folge 7         | Episode 7     | 6. Mai 2019         | 5. Okt. 2019                          | Mogens Hagedorn           | Per Daumiller                      |
| 16         | 8         | Folge 8         | Episode 8     | 13. Mai 2019        | 5. Okt. 2019                          | Mogens Hagedorn           | Jesper Brent                       |